# Gasthaus zum Lamm (Ditzingen)

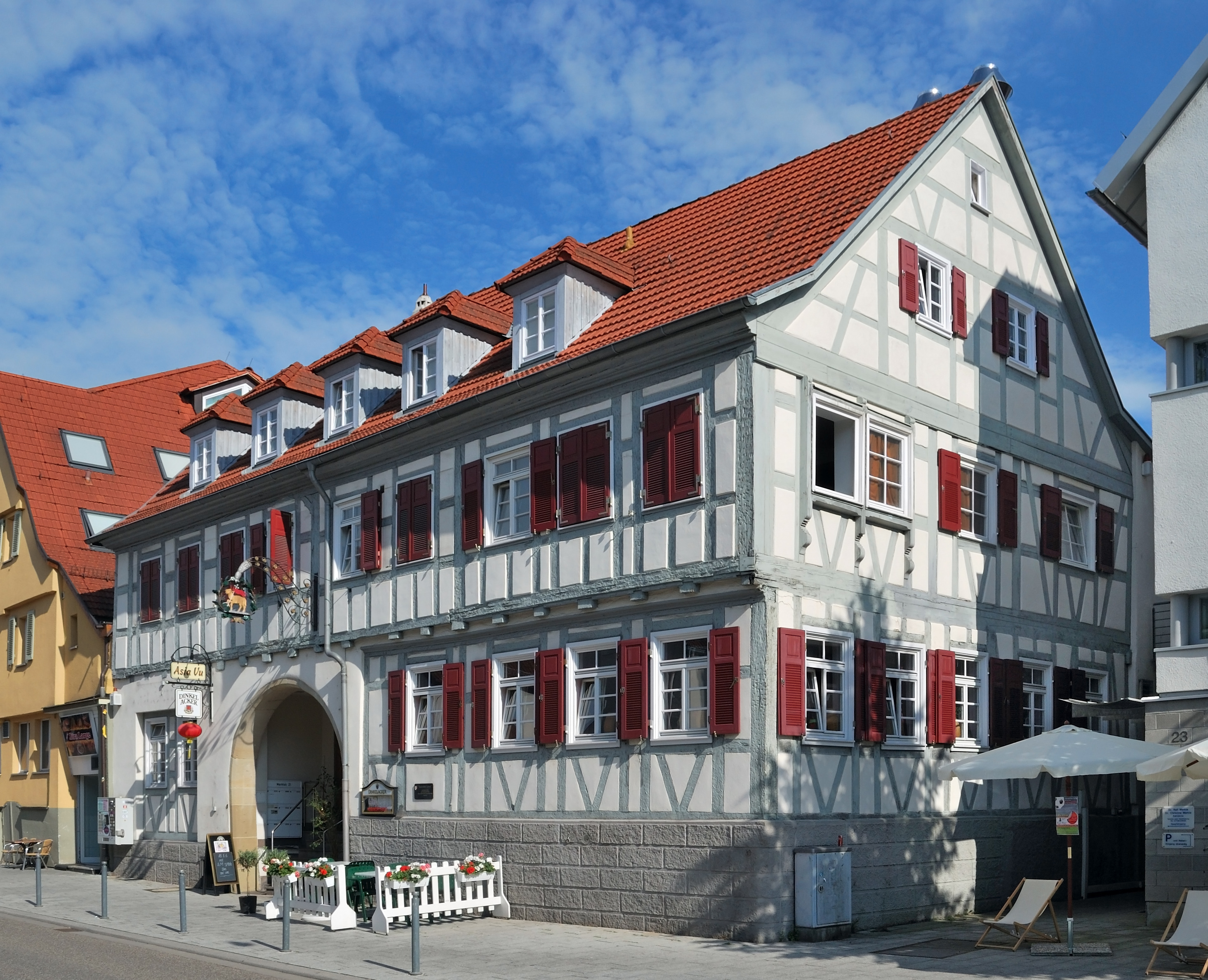
Gasthaus zum Lamm von Nordwesten

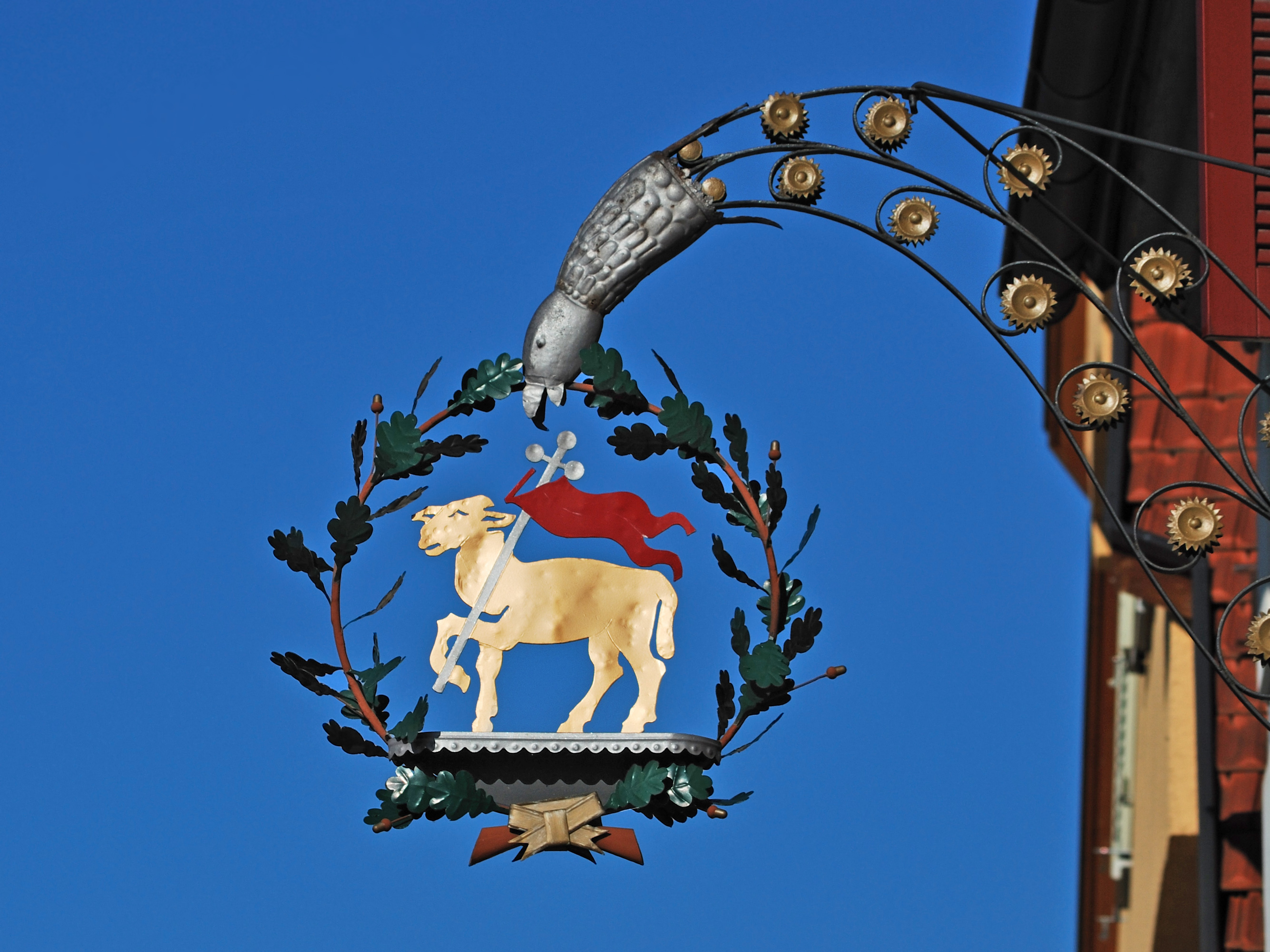
Wirtshausschild

Das Gasthaus zum Lamm ist eine ehemalige Schildwirtschaft in Ditzingen. Das Gebäude ist Kulturdenkmal gemäß § 2 DSchG BW.

## Geschichte
Das „Lamm“ wird bereits 1618 als Pferdewechselstation der Postlinie von Stuttgart nach Calw erwähnt. 1729 wurde das Anwesen durch Hans Jörg Siglin erworben. In der zweiten Hälfte des 18. Jahrhunderts befand es sich im Besitz der Familie Schweizer. 1810 wurde in dem Haus der Theologe und Philosoph Johann Ulrich Wirth als Sohn des gleichnamigen Lammwirts geboren.
Der heutige zweigeschossige traufständige Fachwerkbau an der Ditzinger Marktstraße mit einem repräsentativen rundbogigen Durchfahrtsportal stammt im Kern aus dem 18. Jahrhundert, wurde später jedoch mehrfach verändert und umgebaut. Die Gasträume teilen sich heute eine italienische und eine asiatische Gaststätte.